# William Gosling
William Sullivan Gosling (ur. 19 lipca 1869 w Farnham, zm. 2 października 1952 w Stansted Mountfitchet) – brytyjski piłkarz i oficer British Army. Jako zawodnik Upton Park F.C. reprezentował Wielką Brytanię na Letnich Igrzyskach Olimpijskich 1900 w Paryżu, z którą zdobył złoty medal.
Służył w Scots Guards, weteran II wojny burskiej i I wojny światowej. W czasie przepustek grał dla takich drużyn jak Chelmsford, Casuals i Old Etonians, wystąpił także w meczu miast reprezentując Londyn, który zmierzył się w 1892 z Sheffield. Wykorzystując swoje kontakty sportowe w Essex został zaproszony do drużyny Upton Park F.C. na turniej olimpijski. 
Na igrzyskach Upton Park rozegrało jedno spotkanie, przeciwko reprezentującemu Francję Union des Sociétés Françaises de Sports Athlétiques (USFSA). Mecz zakończył się rezultatem 0:4 dla Brytyjczyków. Gosling rozegrał mecz w pełnym wymiarze czasowym, nie strzelając żadnej bramki.